# Spirabutilon
Spirabutilon é um género monotípico de plantas com flores pertencentes à família Malvaceae. A única espécie é Spirabutilon citrinum.
A sua distribuição nativa é o sudeste do Brasil.